# Mère Poulard
Pour les articles homonymes, voir Poulard.
Anne Boutiaut, surnommée la « mère Poulard », est une cuisinière française née le 16 avril 1851 à Nevers et morte le 7 mai 1931 au Mont-Saint-Michel, renommée pour son auberge du Mont-Saint-Michel et une spécialité d'omelette.

## Biographie

### Sa jeunesse

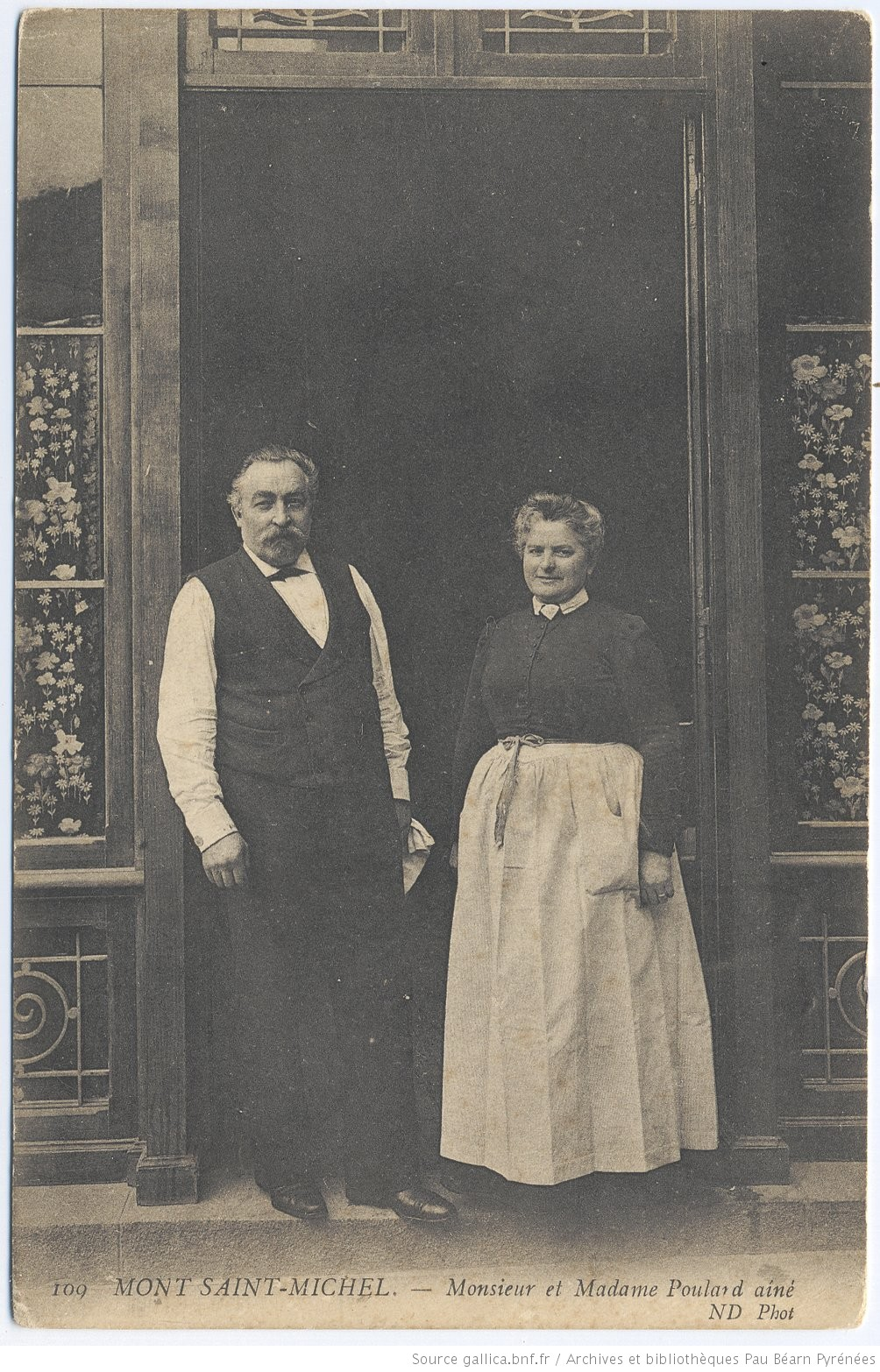
Victor et Annette Poulard, devant leur restaurant (c. 1905).

Son père, Claude Boutiaut, est journalier aux maraîchages des faubourgs du Mouësse à Nevers, et sa mère porte les légumes récoltés chaque matin, au marché Saint-Arigle.
Sans grande instruction, Annette travaille très jeune comme  femme de chambre et entre au service d'Édouard Corroyer, ancien élève de Viollet-le-Duc, nommé architecte en chef des Monuments historiques.
En 1872, Corroyer se voit confier par le gouvernement la restauration de l'abbaye du Mont-Saint-Michel, il part donc avec sa femme, sa fille et sa femme de chambre dans son périple, c'est donc ainsi que cette dernière découvre la Normandie et la mer, ce qui la change des paysages nivernais et, plus particulièrement, du Val maraîcher des jardiniers, appelés les mangeux d'ail, qui font toujours venir des légumes sur la rive droite de la Loire.  
Sur place, cette Nivernaise de 21 ans fait la connaissance du fils du boulanger du Mont, Victor Poulard. Ils se marient le 14 janvier 1873 en l'église Saint-Philippe-du-Roule de Paris, Annette a pour témoin son patron Édouard Corroyer. C'est certainement ce dernier qui a dû organiser ce mariage, car il est assez rare pour l'époque qu'un couple de province et de condition modeste aille contracter mariage dans la capitale où il n'a aucune attache.

### La Tête d'or
Annette, ayant conscience de son retard éducatif, essaiera de combler en partie son manque d'instruction en prenant des cours d'orthographe, de grammaire et de mathématiques que lui dispensait la sœur institutrice du Mont-Saint-Michel.
Après leur mariage, le couple Poulard décide de prendre en gérance un établissement modeste du nom de l'« hostellerie de la Tête d'or » qui se trouvait à l'emplacement aujourd'hui occupé par le bureau de poste. Mais le monde n'y afflue pas, une poignée de pèlerins, quelques archéologues, une pincée d'artistes ou d'hommes du monde, rien de la foule qui se presse aujourd'hui sur le mont. D'autant que les visiteurs sont dépendants de la marée (puisque la digue-route n'existe pas), c'est-à-dire qu'ils arrivent selon le gré des vagues à n'importe quelle heure, il faut donc dans ce cas satisfaire leur appétit avide dès leur arrivée. 
C'est alors qu'Annette trouva l'idée de les faire patienter en leur offrant une omelette de sa confection en attendant le plat principal (notamment le gigot de prés salés, la spécialité de la région) celle-ci était cuite dans un feu de bois sec qui flambait dans l'âtre. « En un tour de main d'une suprême élégance, madame Poulard avait confectionné une omelette rosée, baveuse, fumante et savoureuse à souhait, et qu'elle offrait elle-même à ses hôtes. Son omelette a largement dépassé la réputation de ses autres plats pourtant fameux ».
La maison prospère rapidement.

### La mère Poulard
En 1888, Victor et Annette Poulard quittent leur ancien établissement pour acquérir l’« hôtel du Lion d'or ». Ils le font démolir pour édifier un hôtel imposant et fonctionnel qui prit pour enseigne : « À l'omelette renommée de la mère Poulard. » Le précédent, repris par le jeune frère de Victor Poulard, adopta comme enseigne : « À la renommée de l'omelette soufflée. » La ressemblance n'était pas fortuite.
Rapidement, la renommée de la mère Poulard a fait des envieux, à commencer par ses enfants qui ont ouvert deux hôtels, Victor (l'aîné) et Alphonse (le jeune), se faisant une concurrence acharnée.

### La renommée

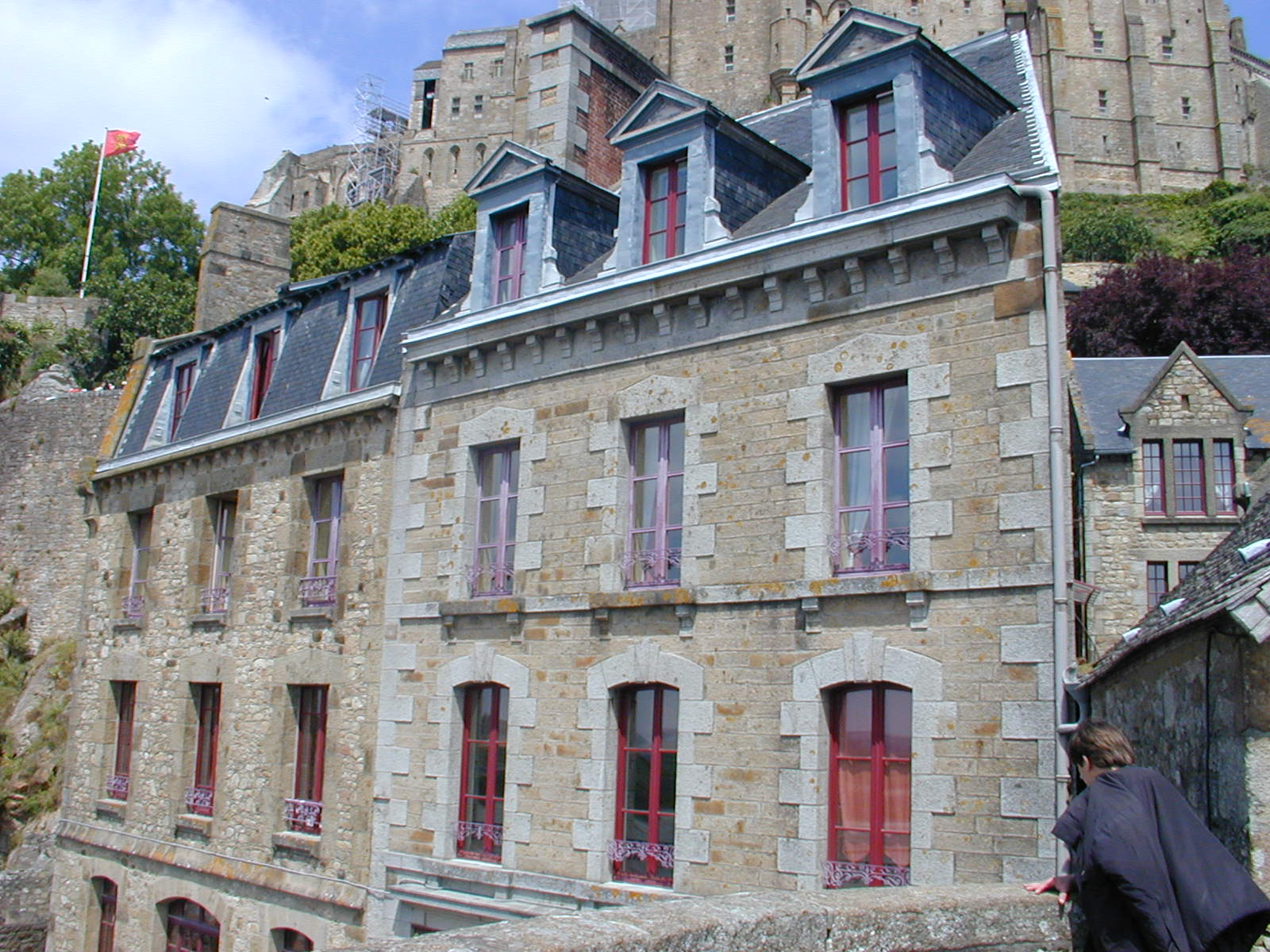
Façade de la maison de la mère Poulard au Mont-Saint-Michel.

Au fur et à mesure que grandit l'attrait pour le Mont-Saint-Michel, grandit la renommée des omelettes et de l'hospitalité de celle qu'on n'appelle plus que la mère Poulard. « On ne peut se rendre au Mont-Saint-Michel sans aller goûter l'omelette » lit-on dans les gazettes parisiennes. Bientôt, on accourt ; anonymes et hôtes illustres, princes et rois, diplomates et savants, hommes politiques et vedettes se pressent près de l'âtre des Poulard.
L'accueil de la maîtresse de maison, parfaite mère de famille, est aussi connu que son omelette. Elle s'efforce de mettre en confiance ses visiteurs et clients en les rassurant sur leur sort. Elle donnait aux étrangers l'impression très nette qu'ils franchissaient le seuil d'une maison familiale.
Émile Couillard, curé du Mont Saint-Michel, dans son ouvrage La Mère Poulard, rapporte, à ce sujet les propos suivants :
"C'est une mère qui reçoit ses enfants, avec un empressement sans feinte, une simplicité sans détour : « Avez-vous fait un bon voyage ? [...] Passez vite à table, car vous devez être mort de faim. [...] Madame, donnez-moi ce manteau, que je le fasse sécher. [...] Soyez tranquille, on vous le rendra repassé pour la visite du château. Prenez cette écharpe en attendant. [...] Et cet enfant, n'a-t-il pas eu peur ? [...] Maintenant, remettez-vous. Prenez votre temps. Mangez bien. Et quand vous aurez fini, on vous montrera le chemin. »"

### La chef d'entreprise

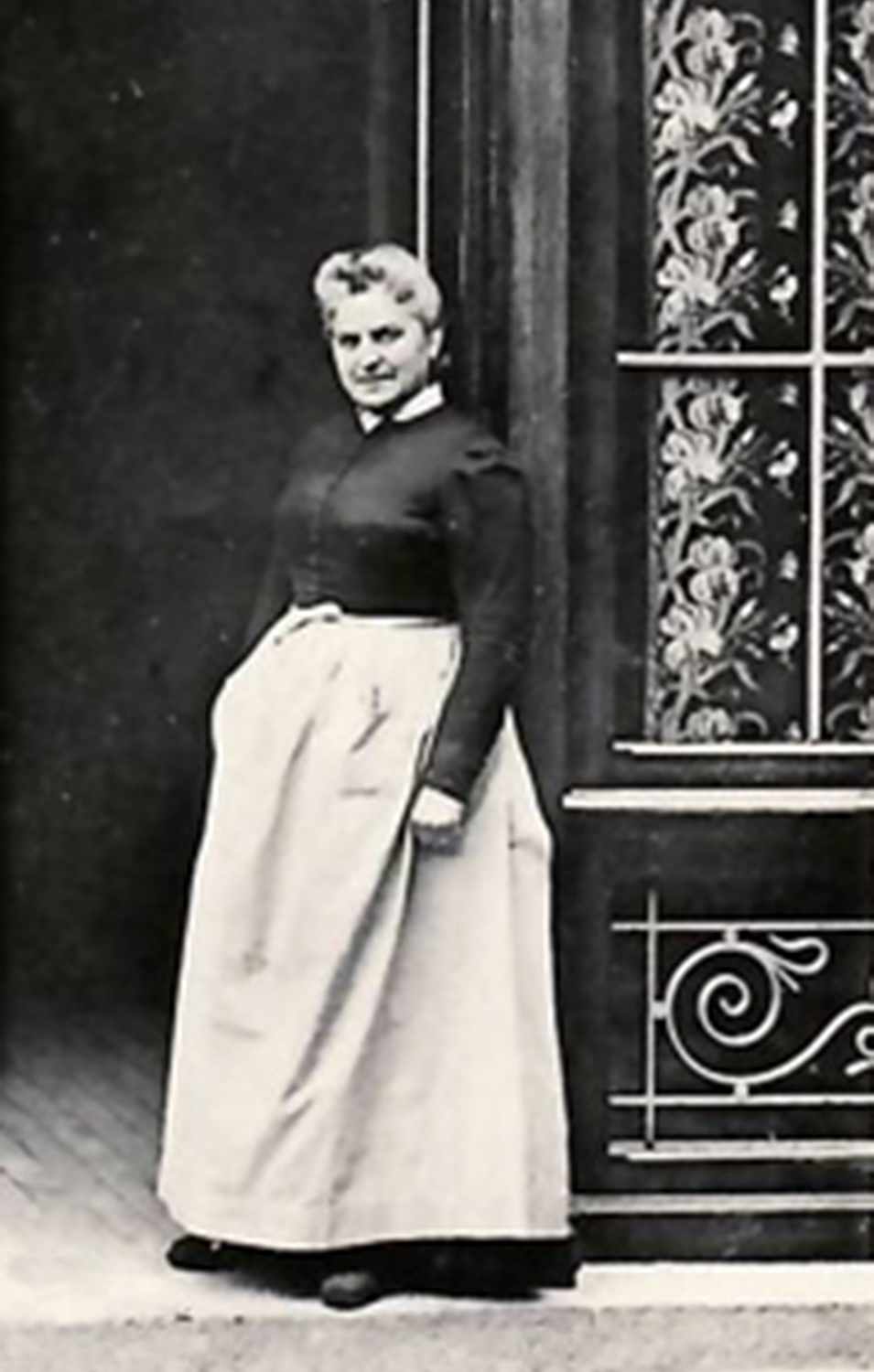
La mère Poulard sur sa devanture.

La mère Poulard, comme on daignait la surnommer, était une personne aiguisée dans les affaires, avec son air de dégoût de l'argent, elle n'en surveillait pas moins le tiroir-caisse de son restaurant.
Elle acceptait quelquefois les œuvres (aquarelles, pastels...) de ses clients à titre de paiement, mais elle gardait tout de même l'œil sur l'addition, Annette n'employait que très peu de personnel dans son auberge.
Madame Poulard en personne accueillait ses hôtes et leur assignait leurs chambres simplement. On n'avait affaire qu'à elle. Et quand on s'en allait, c'était à elle encore que l'on demandait la note.
Dans l'ouvrage cité plus haut, Émile Couillard, rapporte un échange dont il tire une analyse personnelle sur la gestion de l'établissement :
"— Votre note, Monsieur ? D'abord, nous n'en faisons jamais. C'est la vie de famille, chez nous [...] Vous êtes pressé, la voiture vous attend. [...] Mais partez donc. Vous me payerez une autre fois, quand vous reviendrez...
— Mais, Madame...
— Vous y tenez. Eh bien ! Faites vous-même votre note. Vous savez ce que vous avez pris.
— Oui. Il y a ceci et cela...
— Est-ce qu'il n'y a pas aussi une bouteille de vin ?
— Ah ! oui, c'est vrai, Madame ; j'oubliais...
Néanmoins, il était inévitable, avec un tel système, que des gens distraits ou malhonnêtes partent sans payer. On disait couramment que madame Poulard perdait plus de deux mille francs, somme importante pour l'époque. À qui se faisait l'écho complaisant de cette rumeur, elle répliquait victorieusement : « Oui, je perdais de l'argent et je le savais. Mais réfléchissez donc. Pour me faire payer strictement, il m'aurait fallu une caissière, que j'aurais dû rétribuer, nourrir, loger, supporter [...] et qui ne m'aurait pas secondée.
Tout compte fait, je crois que j'avais du bénéfice. Puis beaucoup de braves gens, rentrés chez eux, se rappelaient leur distraction ou avaient du remords de leur vilaine action : ils m'envoyaient un mandat, avec un mot aimable. Tous m'envoyaient leurs amis. J'y gagnais. C'est comme cela que nous avons fait la réputation de la maison. »
Dans cette maison, on le voit, nul embarras de comptabilité. « À la fin de la saison, disait madame Poulard, nous faisions notre caisse. Nous gardions par devers nous les sommes nécessaires pour passer l'hiver et préparer la saison suivante. Le reste, nous le mettions de côté. »"

### Les clients illustres
On se presse chez la mère Poulard. Princes, artistes, hommes politiques, personnalités de tous horizons conjuguent leurs louanges dans le livre d'or qui comporte plus de quatre mille signatures.
Un jour, Léopold II, roi des Belges, voulut s'installer à la terrasse (la rue) pour déjeuner, il s'est vu refuser de se faire servir… Comme tout le monde, il dut prendre son repas dans la salle à manger. Annette a en effet du tempérament. Elle veille à tout. 
Georges Clemenceau lui-même restera un des plus fidèles amis d'Annette Poulard.

### La retraite
À l'heure de la retraite, vers 1920, les époux Poulard font construire une maison sur les hauteurs du mont. Le 15 janvier 1923, parmi une foule nombreuse et attendrie, ils célèbrent leurs noces d'or. 
Annette s'éteint le 7 mai 1931 et rejoint son défunt mari dans le petit cimetière du Mont-Saint-Michel.